# Ерино (деревня, Москва)
Ерино́ — деревня в поселении Рязановское Новомосковского административного округа Москвы. До 1 июля 2012 года вместе со всем Рязановским поселением входила в состав Подольского района Московской области. Расположена в 18 км от МКАД по старому Варшавскому шоссе неподалёку от места слияния рек Десны и Пахры.
В Ерино находится церковь Покрова Пресвятой Богородицы, построенная в XVIII веке.
К деревне примыкает одноимённый посёлок Ерино. Деревня расположена в полутора километрах к западу от городской черты Подольска. Неподалёку находятся деревни Девятское, Рыбино и Армазово.

## Население
По данным Всероссийской переписи населения 2002 года, в деревне проживало 207 человек (104 мужчины и 103 женщины); преобладающая национальность — русские (99 %). По данным на 2005 год население деревни составляло 179 человек. По данным Всероссийской переписи 2010 года, в деревне проживает 273 человека (131 мужчина и 142 женщины).

## История

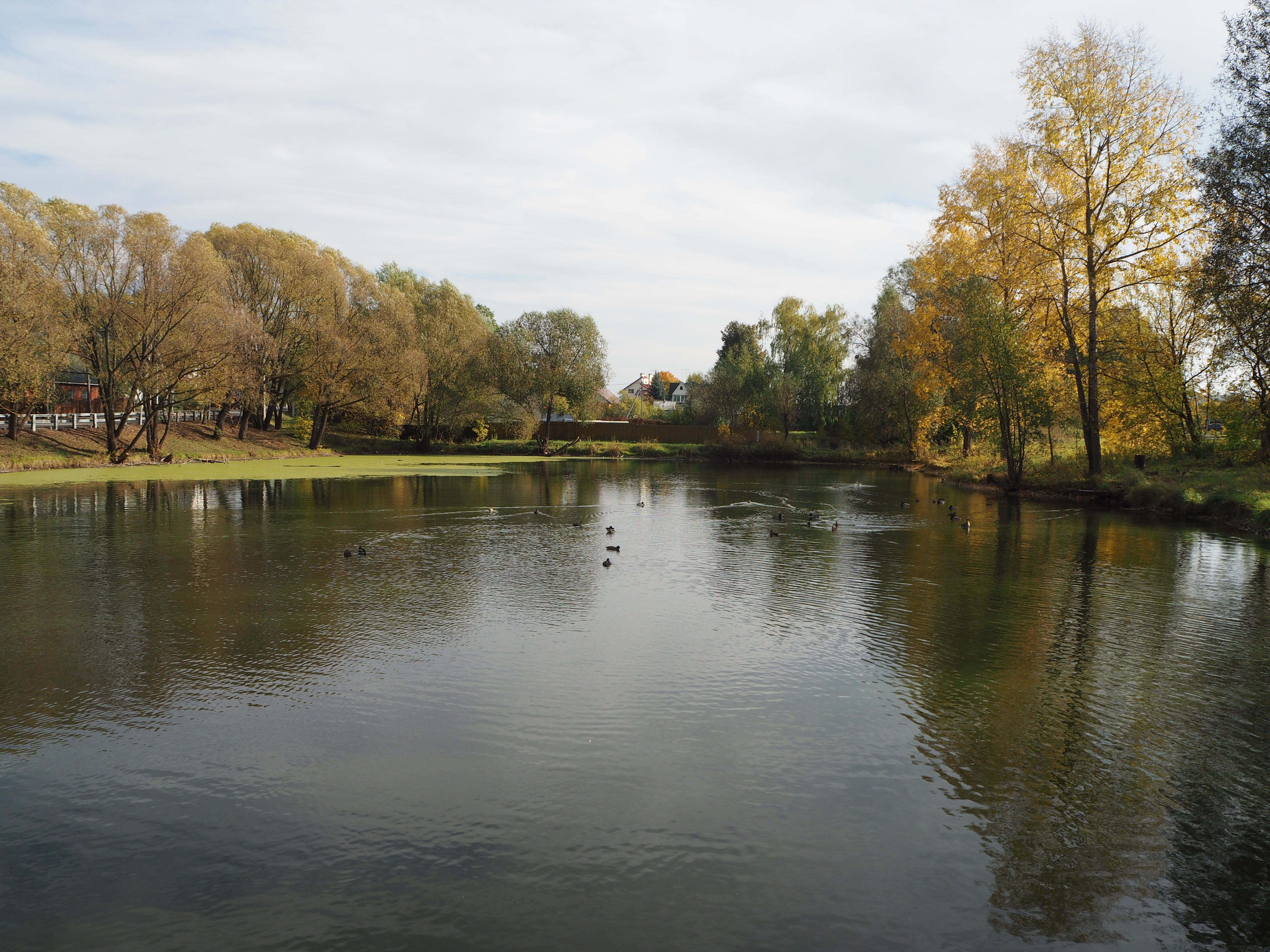
Верхний пруд

Первое упоминание села Ерино Московского уезда Молоцкого стана относится к 1627(28) году. В писцовой книге говорится: «за Иваном Васильевичем Морозовым, старая отца его боярина Василия Петровича Морозова вотчина село Ерино, на пруде у речки Десны». В ту же вотчину входило и соседнее село Дубровицы. На тот момент в селе Ерино находилась «церковь Пресвятыя Богородицы, да придел Преподобный Сергий, каменная вверх, строение вотчиниково; у церкви во дворе поп Лука Иванов, во дворе пономарь Ивашко Парфеньев; да в селе двор вотченников с деловыми людьми».